# 옥룡초등학교
옥룡초등학교는 대한민국 전라남도 광양시 옥룡면 운평리에 있는 공립 초등학교이다.

## 학교 연혁
- 1924년 5월 1일 옥룡공립보통학교(4년제) 개교(설립인가 3월 25일)
- 1938년 4월 1일 옥룡공립심상소학교(6년제) 개칭[1]
- 1941년 4월 1일 옥룡공립국민학교 개칭[2]
- 1950년 6월 1일 옥룡국민학교 개칭
- 1980년 3월 10일 병설유치원 개원
- 1996년 3월 1일 옥룡초등학교 개칭[3]
- 2004년 9월 7일 다목적 강당 옥룡관 개관
- 2008년 9월 20일 도서관 개관 및 과학실 현대화 완료
- 2020년 2월 14일 제94회 졸업(총 6,340명)
- 2020년 9월 1일 제30대 문정식 교장 부임
- 2021년 2월 16일 제95회 졸업(총 6,355명)
- 2024년 5월 1일 개교 100주년

## 학교 상징
- 교화 - 동백 : 겸손, 고결한 이성
- 교목 - 소나무 : 건강, 굳센 의지
- 교색 - 녹색 : 건강과 희망, 평화와 우정

## 참고 자료
- 옥룡초등학교 - 한국교육학술정보원 학교알리미